# Sjednocení Německa

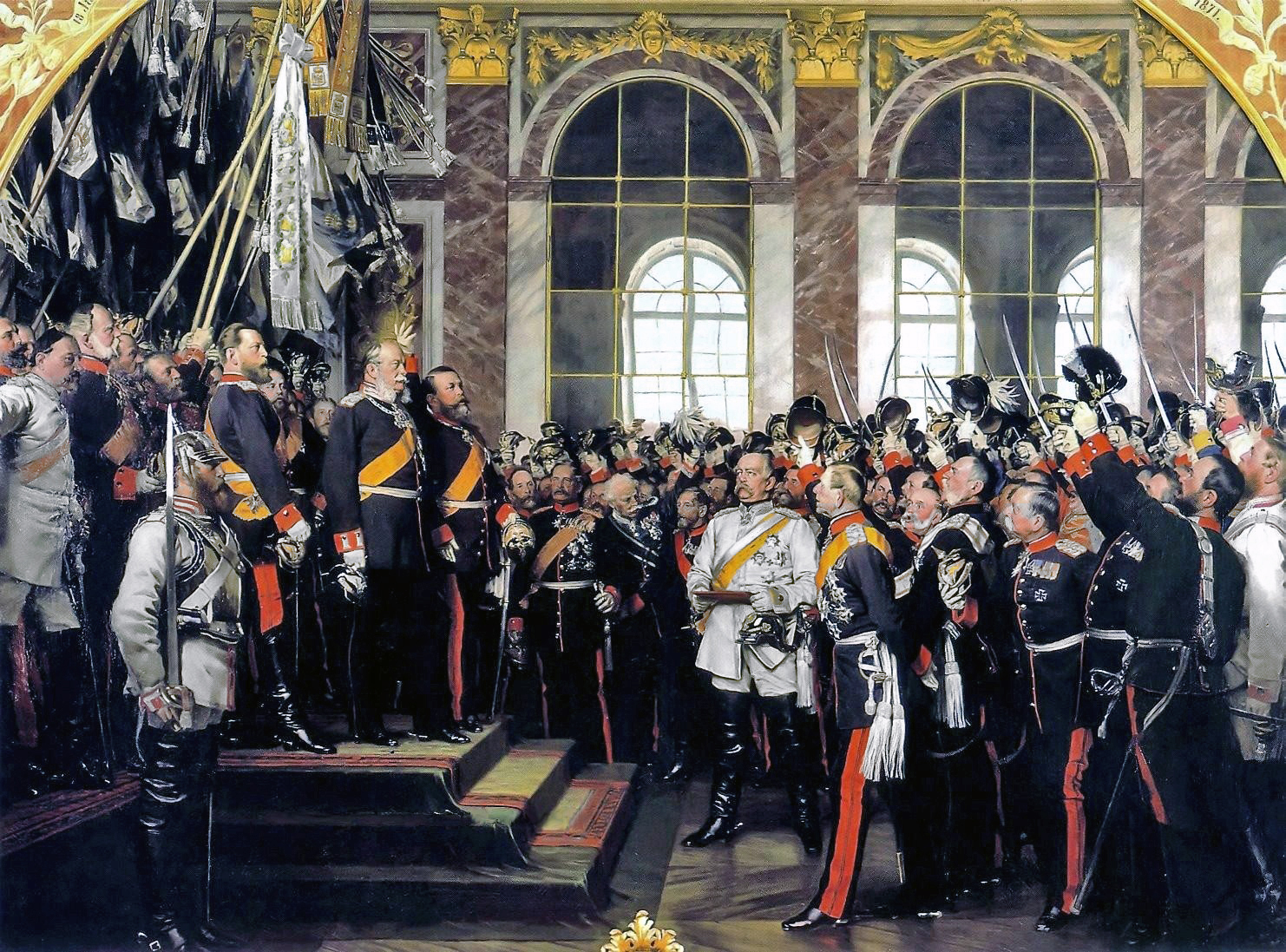
Anton von Werner: Vyhlášení Německého císařství v zrcadlovém sále ve Versailles 18. ledna 1871

Sjednocení Německa, kterým došlo k politickému a administrativnímu sjednocení německých států do národního státu Němců, bylo oficiálně oznámeno 18. ledna 1871 v zrcadlové síni paláce Versailles ve Francii, kde německá knížata slavnostně prohlásila Viléma I. Pruského německým císařem po kapitulaci Francie v prusko-francouzské válce. Sjednocení Německa, kterým většina německy mluvícího obyvatelstva vstoupila do spolkové Německé říše, proběhlo v období zhruba 60 let. Mimo Německo zůstalo především německojazyčné obyvatelstvo habsburského Rakouska a Švýcarska.
Ve stejné době došlo ke sjednocení Itálie, tedy dalšího velkého národa vzešlého z národního obrození a bez historického jednotného státu. Způsob a okolnosti vyhlášení sjednocení Německa vedl k francouzsko-německé rivalitě a revančismu, který byl ukončen až mírovým sblížením obou zemí po druhé světové válce, které se stalo základem evropské integrace.

## Starší historické souvislosti

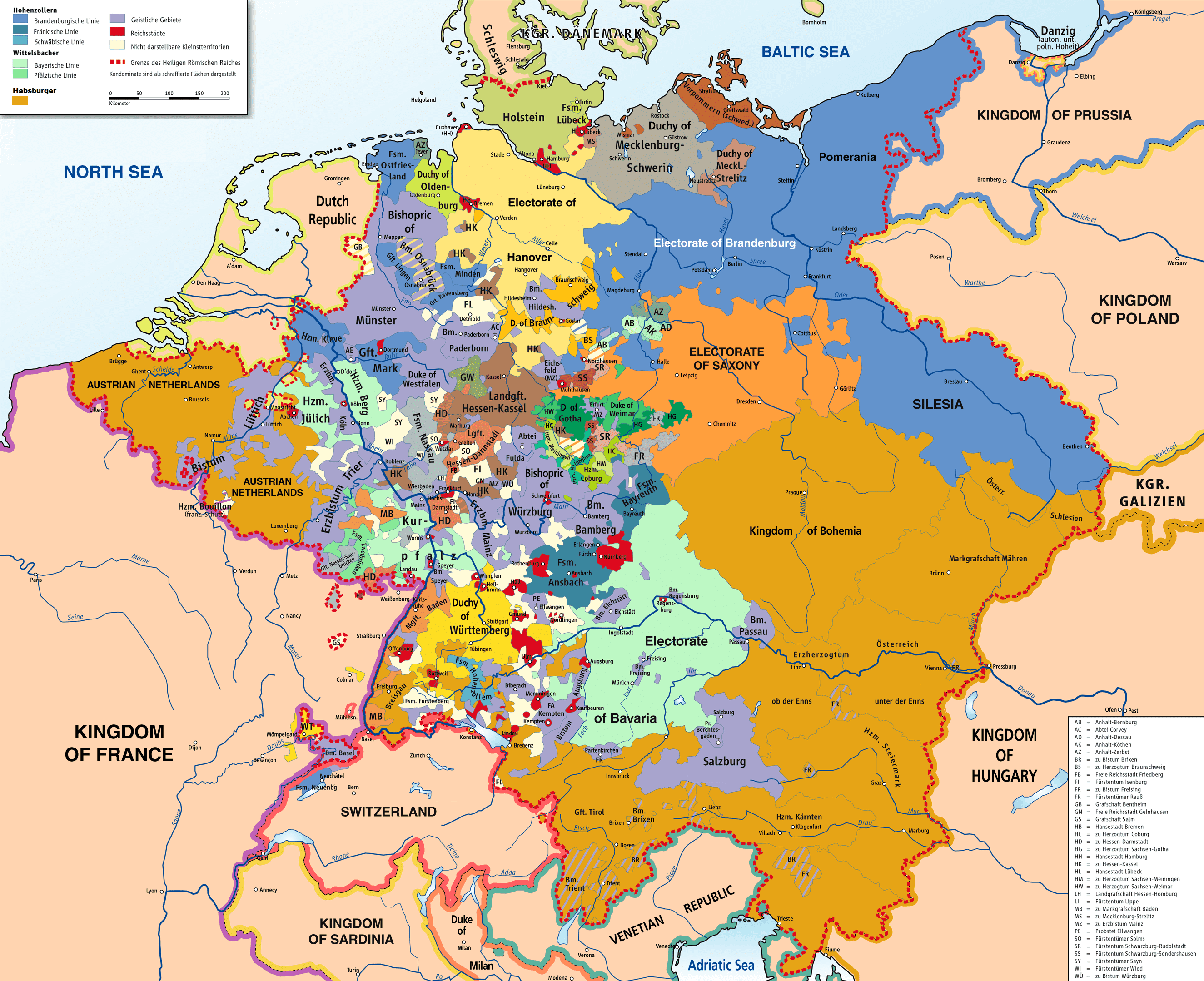
Svatá říše římská a její státečky na konci 18. století

Historicky a zároveň v rámci Svaté říše římské, byly německé země rozděleny do více než 300 politických entit, od říšských měst a drobných panství až po velká království jako Bavorsko. Tyto politické entity byly (od počátku 16. st.) organizovány do „říšských krajů“ (Reichskreise), aby koordinovaly regionální a organizační zájmy, včetně ekonomické spolupráce a vojenské ochrany. Z hlediska evropských vazeb a budoucího sjednocování je dobré si uvědomit, že od 15. století kurfiřti volili (s několika výjimkami) za císaře Svaté říše římské hlavy dynastie Habsburků.
Válka druhé koalice mezi lety 1799 až 1802 skončila porážkou spojeneckých vojsk Napoleonem Bonaparte a smlouvami z Luneville roku 1801 a smlouvou z Amiens roku 1802. V roce 1806 po porážce Pruska a Ruska v bitvě u Jeny a u Auerstedtu Napoleon diktoval mír, kterým byla Svatá říše římská zrušena. 

## Začátek 19. století
Svatá říše římská zanikla po Prešpurském míru a abdikaci císaře Františka II. roku 1806 během napoleonských válek a byla nahrazena Rýnským spolkem pod protektorátem Napoleona I. Po porážce Napoleona I. roku 1814 a 1815 byl na Vídeňském kongresu založen velmi volný Německý spolek, jehož sněmy se konaly ve Frankfurtu nad Mohanem pod předsednictvím rakouského císaře.
Model „sfér vlivu“ a rovnováhy sil, vytvořený na Vídeňském kongresu v letech 1814 a 1815 po napoleonských válkách, učinil Rakouské císařství dominantní mocností ve střední Evropě. Vídeň však nebrala v úvahu narůstající sílu Pruska a neuvědomila si, že Prusko může konkurovat Rakousku jako vůdčí mocnost mezi německými státy. Tento německý dualismus nabízel různá řešení národního sjednocení Německa, konkrétně byly ve hře tři tyto koncepce:
- Maloněmecká koncepce (Kleindeutsche Lösung) „malé Německo“, které nezahrnovalo rakouské země,
- Velkoněmecká koncepce (Großdeutsche Lösung) čili „velké Německo“ se zahrnutím rakouských (a tím pádem i českých) zemí.
- koncepce třetího Německa tj. Německa bez Pruska i Rakouska, tato myšlenka však získala jen velmi malou podporu.[3][4]

## Nacionalismus

Mapa členských států Německého spolku

Od napoleonských válek rostl také v německých zemích nacionalismus, zprvu jako hnutí odporu proti francouzské nadvládě, později jako hnutí za moderní a jednotný německý stát. Roku 1817 se konala studentská manifestace na hradě Wartburgu. Rakouský kancléř kníže Metternich sice nacionalistické studentské a jiné spolky Karlovarskými dekrety (1819) zakázal a utužil cenzuru, zejména na univerzitách, tato „předbřeznová doba“ (Vormärz) však neměla dlouhé trvání. Nacionálně-liberální revoluce roku 1830 stoupence sjednocení a modernizace povzbudila, roku 1832 se konala velká národní manifestace v bavorském Hambachu a revoluce 1848 způsobila Metternichův pád.

## Hospodářský rozmach
Prudký hospodářský a průmyslový rozvoj německých zemí v 19. století ovšem vznik takového moderního státu nutně potřeboval i podporoval. Roku 1818 vznikla Pruská celní unie (Zollverein), která spojila všechny Hohenzollernské země a postupně i řadu dalších. Délka silnic se zpevněným povrchem činila roku 1816 3 800 km a roku 1852 16 600 km, zčásti v nové vícevrstvé technologii (macadam). V Německu vznikla síť kanálů a roku 1846 po nich a po řekách plulo 180 parníků. Roku 1835 byla v Bavorsku otevřena první železnice Norimberk – Fürth) o délce 6 km, roku 1840 měly německé železnice 462 km a roku 1860 11 157 km. Kolem roku 1870 už byla většina německých měst napojena na železnici.

## Období po revoluci 1848, první ústava a volby
Hlavním politickým cílem revoluce, silné zejména v Porýní, byla společná německá ústava. Roku 1848 byl svolán do Frankfurtu „výbor padesáti“, který měl připravit ústavu a volby. Pozván byl také František Palacký, který však pozvání známým Psaním do Frankfurtu odmítl. Výbor se rozhodl vypsat v německy mluvících zemích všeobecné volby, i když jejich podobu nechal na jednotlivých panovnících. V česky mluvících krajích Čech a Moravy se nekonaly. Zvolený parlament se sešel roku 1849 opět ve Frankfurtu a nabídl dědičný císařský titul pruskému králi Fridrichu Vilémovi IV. Ten však nabídku nepřijal z obav před Rakouskem a knížaty, která liberální ústavu většinou odmítla. Nemohl také přijmout myšlenku, že by se stal císařem z vůle parlamentu (a tím i lidu), když po celou dobu vládl jako panovník z Boží milosti.
Sněm se pak rozhodl pro „maloněmeckou koncepci“ s vyloučením Rakouska, když se však dále nedokázal dohodnout, vypukla opět revoluce a sněm byl nakonec rozehnán. Ani v následujících diplomatických jednáních se Prusku nepodařilo problém sjednocení vyřešit a pod tlakem Rakouska a Ruska se dokonce roku 1850 v Olomouci muselo myšlenky sjednocení vzdát.

## Sjednocení

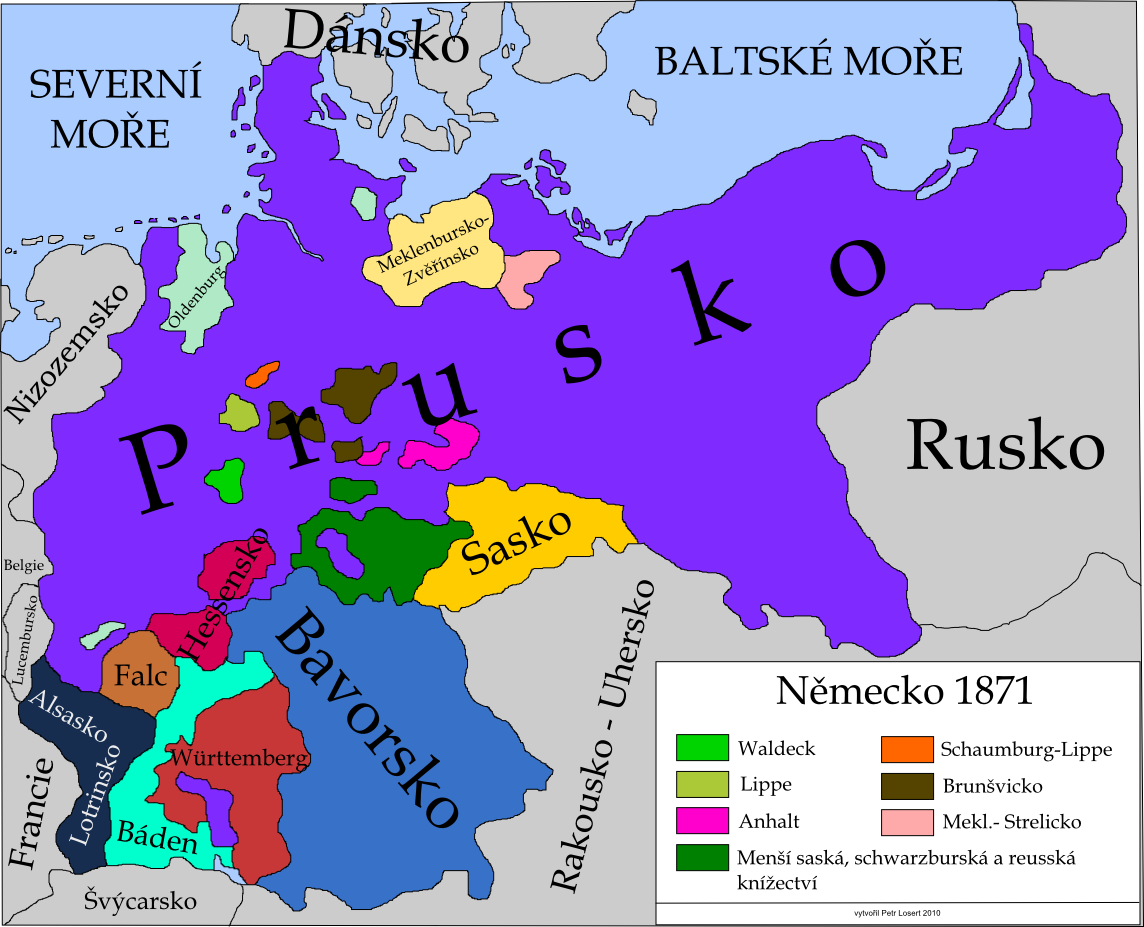
Mapa členských států Německého císařství

Vojenské úspěchy v prusko-dánské válce (1864), v prusko-rakouské válce (1866) a zejména porážka Francie v prusko-francouzské válce 1870 připravily podmínky pro sjednocení. Vyvolaly nadšení a národní hrdost, kterou mohli politici využít k politickému sjednocení Německa. Této úlohy se ujal pruský kancléř Otto von Bismarck. Německá říše jako jednotné císařství s Vilémem I. v čele nevznikla rozhodnutím voleného parlamentu, nýbrž slavnostním provoláním německých knížat, což jí dalo její konzervativní ráz. Že se tak stalo po porážce Francie a v někdejším sídle francouzských králů ve Versailles, napomohlo k budoucímu německo-francouzskému napětí a rivalitě. Nicméně „maloněmecké“ sjednocení Německa bez Rakouska v roce 1871 alespoň dočasně vyřešilo otázku dualismu a vytvořilo ve Střední Evropě neobyčejně mocný stát. Důsledky tohoto kroku pak silně poznamenaly evropské dějiny až do poloviny 20. století.